# Tillväxt hos organismer
Tillväxt hos organismer betecknar ökning av volym och massa hos en helhet. Hos levande individer styrs tillväxten av särskilda tillväxtämnen men påverkas också av yttre faktorer, i första hand tillgången på näring och vatten.

## Tillväxt hos animaliska individer
Hos människan och djuren är tillväxten snabbast hos foster och nyfödda. Ett barn trefaldigar t. ex. sin vikt under första levnadsåret. Längdtillväxten avslutas hos människan i 20-årsåldern, vanligen något tidigare hos kvinnor än hos män. Storleksskillnader mellan olika individer berör huvudsakligen på skillnaden i antalet celler.
Tillväxtämnen förekommer i små mängder hos levande organismer. De bildas i en del av organismen och utövar sin inverkan i en annan del och benämnes tillväxthormoner.
Hos människan och övriga ryggradsdjur påverkas tillväxten av genetiska, nutritiva och en mångfald hormonella faktorer. Bland de senare intar hypofysens tillväxthormon och sköldkörtelns hormoner en viktig plats. För hög produktion av tillväxthormon under uppväxtåren orsakar jätteväxt, i vuxen ålder akromegali, medan för låg produktion av samma hormon eller av sköldkörtelhormon kan leda till olika former av dvärgväxt.

## Tillväxt hos botaniska individer
Växter tillväxer dels genom celldelningar, dels genom cytoplasmatillväxt, som kräver tillförsel av näringsämnen, dels även genom sträckningstillväxt, som är en snabb volymökning hos cellerna genom vattenupptagning i cellsaftrummet men utan nämnvärd nybildning av cytoplasma.
Hos de flesta flercelliga växter utom svampar sker tillväxten i bestämda tillväxtpunkter och tillväxtskikt, meristem. Cellerna genomgår här cytoplasmatillväxt och delning. Sedan de nybildade cellerna lämnat själva meristemet genomgår de sträckningstillväxt och differentieras för att ingå i olika vävnader.
Primära meristem, som i huvudsak svarar för längdtillväxten, finns i skott- och rotspetsar. Hos tvåhjärtbladiga växter och barrträd finns dessutom ett meristemskikt, ett kambium, mellan ledningsvävnadens ved- och sildel. Kambiet ger sekundär tjocklekstillväxt. Gräsen har meristemzoner vid lederna (noderna). Dessa träder efter avslutad tillväxt åter i funktion om strået bringas ur vertikalläge.
Hos växter regleras celldelningarna och protoplasmatillväxten bl. a. av kinetin, medan sträckningstillväxten i första hand regleras av auxin och gibberillin. Syntetiska och med auxin besläktade substanser har fått stor praktisk betydelse bl. a. som bekämpningsmedel mot ogräs, som medel att underlätta rotbildning hos sticklingar, som regulatorer av fruktansättningen på bl. a. äppelträd och som medel för att framställa kärnfria frukter och druvor.
Till tillväxtämnena brukar också räknaas de vitaminer som har betydelse för växternas tillväxt. De gröna växterna bildar dessa själva, medan de heterotrofa liksom djuren vanligen måste få en del av dem utifrån.